# Starcrawler
Gli Starcrawler sono un gruppo musicale rock statunitense formatosi nel 2015 e originario di Los Angeles. Il gruppo è composto dalla cantante Arrow de Wilde, dal chitarrista Henri Cash, dal bassista Tim Franco, dal batterista Seth Carolina e dal chitarrista Bill Cash.

## Storia
Gli Starcrawler si sono formati nel 2015, quando Arrow de Wilde e Austin Smith hanno deciso di fare musica insieme. De Wilde è figlia della fotografa Autumn de Wilde e del batterista Aaron Sperske. In un'intervista, alla domanda sulle origini del nome Starcrawler, il batterista Austin Smith ha risposto: "È qualcosa che mi è venuto in mente, un'associazione casuale di parole". Arrow ha anche aggiunto: "Abbiamo prenotato il nostro primo concerto e non avevamo un nome".
L'album di debutto della band, Starcrawler, è stato pubblicato da Rough Trade Records nel 2018. L'11 ottobre 2019 la band ha pubblicato il secondo album in studio Devour You.
Il 2 agosto 2020, De Wilde ha dichiarato in un post su Instagram di essere stata aggredita sessualmente in un camerino da uno spogliarellista maschio all'inizio di gennaio, mentre era in tour con The Growlers a Melbourne. Ha anche affermato che i membri The Growlers hanno riso e filmato l'incidente. Il cantante dei Growlers, Brooks Nielsen, che avrebbe orchestrato l'incidente, si è scusato su Instagram e ha dichiarato che il chitarrista Matt Taylor si è congedato pur negando le accuse.
In ottobre, Austin Smith lascia la band per una pausa. Gli Starcrawler hanno pubblicato il loro terzo album, She Said, il 16 settembre 2022 tramite Big Machine Records.

## Discografia

### Album in studio
- 2018 – Starcrawler
- 2019 – Devour You
- 2022 – She Said